# ふたりのあいだ
『ふたりのあいだ』は、日本の女性シンガーソングライターである西脇唯の5枚目のアルバム（4枚目のフルアルバム）。

## 収録曲
- 全作詞・作曲：西脇唯／編曲：武部聡志

1. さよならじゃ しょうがない (5:12)
2. TOKYO (5:03)
3. はじめるしかない恋もあるから (6:10)
4. 空に近い日 (5:33)
5. たった一度きりの二人 (5:34)
6. 藍い風の向こうに (5:02)
7. 別にこの恋じゃなくたって (4:51)
8. カーディガン (5:26)
9. 「二人」に帰ろう (Album Remix Version) (4:58)
  - テレビ朝日系アニメ『H2』エンディングテーマ
10. 今年最初の雪の夜 (5:13)

## 参加ミュージシャン
| さよならじゃ しょうがない - Guitar : 鳥山雄司 - Computer Manipulator : 大竹徹夫 - Background Vocals : 木戸やすひろ, 比山貴咏史, 広谷順子 TOKYO - Guitar : 鳥山雄司 - Computer Manipulator : 大竹徹夫 はじめるしかない恋もあるから - Guitar : 鳥山雄司 - Computer Manipulator : 大竹徹夫 空に近い日 - Piano : 武部聡志 - Acoustic Guitar : 鳥山雄司 - Strings : Kato Joe team たった一度きりの二人 - Guitar : 鳥山雄司 - Accordion : 武部聡志 - Computer Manipulator : 大竹徹夫 | 藍い風の向こうに - Guitar : 鳥山雄司 - Computer Manipulator : 大竹徹夫 別にこの恋じゃなくたって - Guitar : 鳥山雄司 - Saxophone : Jake H.Concepcion - Trumpet : 数原晋 - Trombone : 清岡太郎 - Computer Manipulator : 大竹徹夫 カーディガン - Computer Manipulator : 大竹徹夫 「二人」に帰ろう (Album Remix Version) - Guitar : 渡辺格 - Computer Manipulator : 大竹徹夫 今年最初の雪の夜 - Guitar : 鳥山雄司 - Computer Manipulator : 大竹徹夫 |